# Лісові пожежі в Австралії (2009)

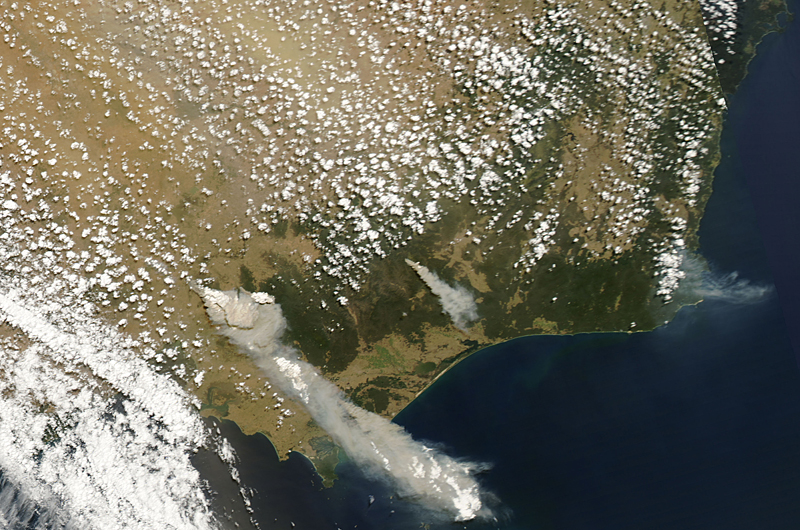
Лісові пожежі у східній частині штату Вікторія (фото із супутника MODIS Aqua)

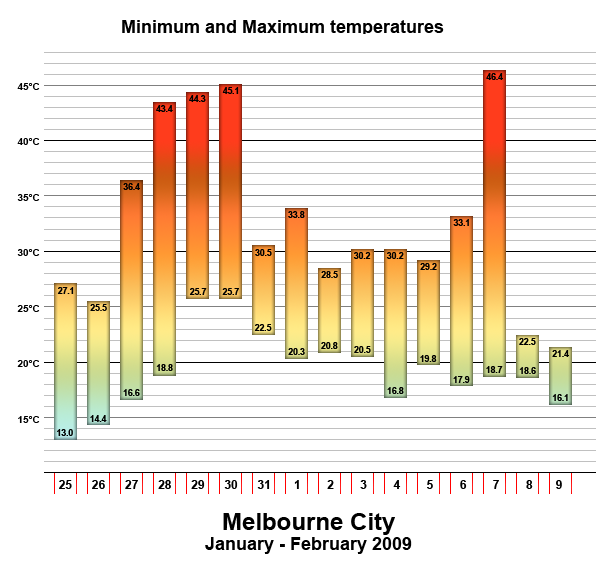
Температурний графік Мельбурна під час піку сильної пожежі

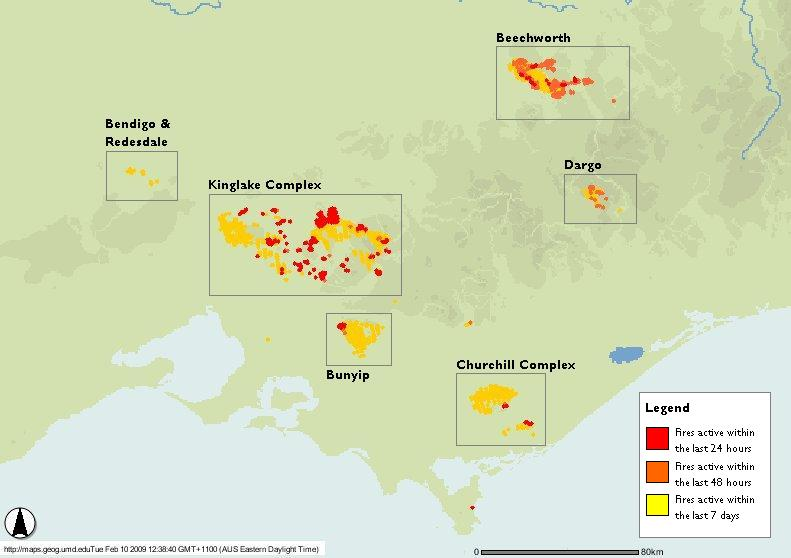
Карта лісових пожеж на 10 лютого

Лісові пожежі в австралійському штаті Вікторія у лютому 2009 року призвели принаймні до 181 смертельного випадку та спричинили матеріальні збитки, зруйнувавши щонайменше 750 будинків, головним чином у Кінглейку та у його околицях. 50 осіб вважаються зниклими безвісти.

Пожежі забрали найбільшу кількість життів за всю історію Австралії. Вони почались у період неймовірної спеки, у суботу 7 лютого, день, коли у кількох областях Австралії, включаючи столицю штату Мельбурн, було зафіксовано найвищу температуру за 150 років. Лісові пожежі були описані як найсильніші в Австралії, переважаючи пожежі у Чорну п'ятницю 1939 року, та пожежі у Середу попелу 1983 року. Гірські міста Кінглейк та Мерісвілль, на північний схід від Мельбурна зазнали серйозних збитків від вогню, Мерісвілль зруйновано більше ніж на 80 %.